# Llista de banderes luxemburgueses
Aquesta és una llista de banderes luxemburgueses, Luxemburg un país a l'oest d'Europa. Per obtenir més informació sobre la bandera nacional, vegeu l'article de la bandera de Luxemburg.

## Bandera nacional
| Bandera | Data   | Utilització                       | Descripció |
| ------- | ------ | --------------------------------- | --- |
|         | 1848 - | Bandera de Luxemburg (Ràtio: 3:5) | La bandera és tricolor horitzontal de vermell, blanc i blau de 1848, però no va ser adoptada oficialment fins al 1972. |
|         | 1848 - | Bandera de Luxemburg (Ràtio: 1:2) | La bandera nacional en relació 1: 2.                                                                                   |

## Ensenya civil
| Bandera | Data   | Utilització                                             | Descripció |
| ------- | ------ | ------------------------------------------------------- | --- |
|         | 1972 - | Ensenya civil i Ensenya de l'aviació civil de Luxemburg | Bandera de l'escut de Luxemburg. Presenta cinc ratlles blanques i cinc blaves horitzontals sobre seu un lleó vermell amb urpes, dents, llengua i la corona i la corona en groc. |

## Estendard del Gran Duc
| Bandera | Data   | Utilització            | Descripció                                                   |
| ------- | ------ | ---------------------- | ------------------------------------------------------------ |
|         | 2001 - | Estendard del Gran Duc | Bandera ataronjada amb l'escut central d'armes del Gran Duc. |

## Ciutat de Luxemburg
| Bandera | Data | Utilització                       | Descripció |
| ------- | ---- | --------------------------------- | ---------- |
|         |      | Bandera de la Ciutat de Luxemburg |            |